# Wapen van Quiévrain

Wapen van Quiévrain

Het wapen van Quiévrain is het gemeentelijke wapen van de Henegouwse gemeente Quiévrain. Het wapen werd in 1992 aan de gemeente toegekend, het is sindsdien niet gewijzigd.

## Geschiedenis
Quiévrain ontstond in 1977 als fusiegemeente uit de fusie tussen Audregnies, Baisieux en Quiévrain, de gemeente kreeg op 8 december 1992 het gemeentewapen toegekend. Hoewel alle drie de gemeentes gedurende de Middeleeuwen belangrijke lenen waren, heeft geen van hen een wapen uit die tijd aangenomen als gemeentewapen. Het wapen is wel gebaseerd op dat van de heren van Quiévrain, die het wapen in de 14e eeuw voerden. Simon van Lalaing kreeg Quiévrain en Baisieux in bezit en voerde het wapen van Quiévrain in bij zijn nakomelingen. Zijn oude familiewapen werd gekwartierd met dat van Quiévrain.

## Blazoenering
De beschrijving van het wapen luidt als volgt:
D'or au chef bandé de gueules et d'argent de six pièces

Van goud een schildhoofd van zes stukken van keel en zilver.
De heraldische kleuren zijn goud (geel), zilver (wit) en keel (rood). Het wapen heeft geen externe stukken zoals een kroon of schildhouders.

## Overeenkomstige wapens
Op historische gronden zijn de volgende wapens te vergelijken met dat van Quiévrain.

Het wapen van Simon van Lalaing
Het wapen van de nakomelingen van Lalaing